# Yeşilyurt (Muğla)
Yeşilyurt (türkisch für grüne Heimat) war eine Belediye in der Ägäisregion der Türkei. Sie lag in der Provinz Muğla und wurde 2013 im Zuge der Verwaltungsreform ein Mahalle der Büyükşehir (Großstadtgemeinde) Muğla. Der ehemalige Name war Pisye und bis 1961 Pisiköy. 2009 zählte die Belediye 2.660 Einwohner.

## Geographie
Yeşilyurt liegt im Südwesten der Türkei, ca. 35 km von der Küste der Ägäis entfernt. Das Mahalle ist über die Izmir-Muğla-Autobahn mit einer Zufahrtsstraße mit dem Zentrum von Muğla verbunden. Yeşilyurt liegt 492 m über dem Meeresspiegel.

## Geschichte
Die Geschichte des Dorfes reicht bis 1500 v. Chr., als die antike Stadt Pisye gegründet wurde. Vermutlich geht das Wort auf den luwischen Begriff pissuwa zurück. Noch bis 1961 war der offizielle Name Pisiköy (dt. dreckiges Dorf). Dieser wurde aber wegen der nicht zutreffenden Bedeutung in Yeşilyurt geändert.
Die Belediye verlor 2013 ihren Status und wurde zu einer Mahalle von Muğla herabgestuft mit einem Muhtar anstelle des Bürgermeisters.

## Ökonomie, Infrastruktur und Dorfleben
Die meisten Einwohner des Dorfes sind in der Landwirtschaft tätig. Die Erträge werden wöchentlich entweder auf dem Dorfmarkt oder auf dem Stadtmarkt in Muğla verkauft. Zudem besitzt das Dorf eine Vielzahl an Teehäusern und Kioske. Wer andere Arbeit sucht, muss in die nächstgrößere Stadt ziehen. Supermarkt, Bankautomat und weitere Dinge des ständigen Bedarfs sind nicht vorhanden.
Eine Buslinie, die im Dorfzentrum beginnt, fährt regelmäßig in das Stadtzentrum von Muğla.

## Sehenswürdigkeiten und Tourismus
Jährlich besuchen ca. 2000 Touristen das Dorf, um sich die örtlichen Sehenswürdigkeiten wie die berühmten Webereien anzusehen. Zudem steht im Zentrum die Dorfmoschee und ein ca. 600 Jahre alter Baum. Bei einem Rundgang ums Dorf sieht man auch die Wohnhäuser der Einheimischen.

## Einwohnerzahlen
| als Belediye | als Belediye | als Belediye | als Belediye | als Belediye | als Belediye |  | als Mahalle | als Mahalle | als Mahalle | als Mahalle | als Mahalle | als Mahalle | als Mahalle | als Mahalle |
| ------------ | ------------ | ------------ | ------------ | ------------ | ------------ |  | ----------- | ----------- | ----------- | ----------- | ----------- | ----------- | ----------- | ----------- |
| 2007         | 2008         | 2009         | 2010         | 2011         | 2012         |  | 2013        | 2014        | 2015        | 2016        | 2017        | 2018        | 2019        | 2020        |
| 2.652        | 2.736        | 2.660        | 2.594        | 2.514        | 2.403        |  | 2.361       | 2.366       | 2.354       | 2.292       | 2.264       | 2.271       | 2.266       | 2.265       |

Von den Einwohnern sind 48,34 % Männer und 51,66 % Frauen.